# Johannes von Parkentin

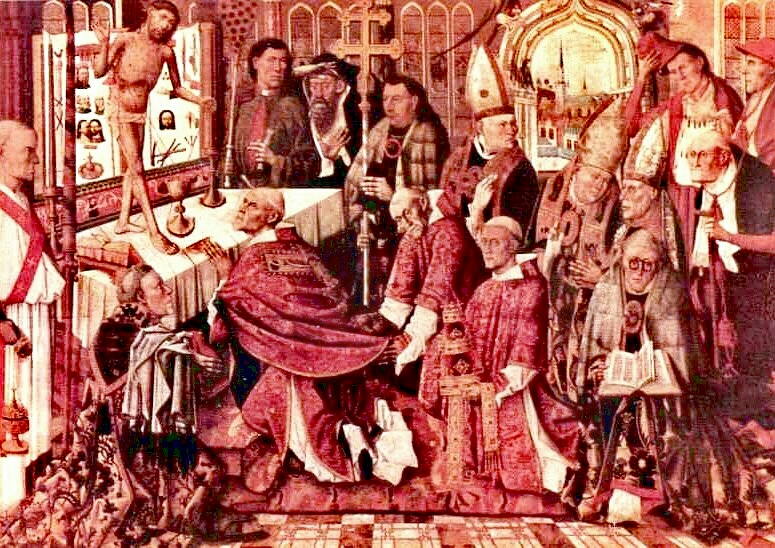
Bernt Notke: Gregorsmesse; Johannes von Parkentin kann vermutlich mit einem der drei dargestellten Bischöfe mit Mitra identifiziert werden

Johannes von Parkentin, auch: Johann von P., Johann(es) von Berkentin (* vor 1450 wohl in Dassow; † 15. Juni 1511 in Stove, heute Ortsteil von Carlow (Mecklenburg), begraben in Ratzeburg) war von 1479 bis zu seinem Tod 1511 als Johannes V. der 26. Bischof des Bistums Ratzeburg.

## Leben
Bischof Johannes V. von Ratzeburg entstammte als Sohn wohl des Detlev von Parkentin auf Lütgenhof bei Dassow einem im Herzogtum Sachsen-Lauenburg und in Mecklenburg ansässigen norddeutschen ritterlichen Adelsgeschlecht. Bereits um 1460 ist er als Kanonikus nachweisbar und trat nach dem Tod seines Vorgängers Bischof Johannes IV. († 21. Januar 1479) dessen Nachfolge an. Bischof Johannes von Parkentin spielte in der Rostocker Domfehde (1486–1491) eine entscheidende Rolle und belegte die Stadt mit dem Bann. 1492 war er am Sternberger Hostienschänderprozess beteiligt.
1491 erwarb er für das Fürstentum Ratzeburg das Grundstück Große Burgstraße Nr. 11 in Lübeck. Im Mittelalter, als das Hotelwesen – wie man es heute kennt – noch undenkbar war, legte man sich, sofern man hier oft tätig war, ein Haus zu. Dessen Bezeichnung seitdem Bischofsherberge ist.
1503 war er einer der Gäste beim Besuch des päpstlichen Legaten Raimund Peraudi in Lübeck und nahm an der aus diesem Anlass abgehaltenen großen Prozession teil.
Im Sommer 1505 begleitete er den mecklenburgischen Herzog Heinrich V. zum Reichstag nach Köln, wo dieser den Lehnsbrief erhielt. An den politischen und kriegerischen Auswirkungen der Lübecker Fehde der Jahre 1505–1507, die an der Dassower Brücke wegen der Fischereirechte auf der Stepenitz ihren Ausgang genommen hatte, stellte er sich aktiv auf die Seite der Herzöge von Mecklenburg und seiner Familie im Klützer Winkel.
In kirchlicher Hinsicht stärkte er die politische Rolle seines kleinen Bistums als Territorium. In seine Amtszeit fällt die sog. transmutatio (Umwandlung), die das Ratzeburger Domkapitel betraf. Papst Julius II. erließ am 22. Mai 1504 eine Bulle, wonach das seit Bischof Evermod bislang im Orden der Prämonstratenser stehende klösterliche Domkapitel zu einem weltlichen Chorherrenstift wurde.
Johannes von Parkentin wurde im Ratzeburger Dom bestattet. Sein Nachfolger Bischof Heinrich III. Bergmeier († 1524) wurde am 28. Juni 1511 zum Bischof geweiht. Er hatte sich zuvor um die Kanzlei des Herzogs Johann IV. von Sachsen-Lauenburg verdient gemacht.